# David Perron
David Perron (* 28. Mai 1988 in Sherbrooke, Québec) ist ein kanadischer Eishockeyspieler, der seit Juli 2024 bei den Ottawa Senators in der National Hockey League unter Vertrag steht. Zuvor war der linke Flügelstürmer in der NHL bereits dreimal für die St. Louis Blues sowie die Edmonton Oilers, Pittsburgh Penguins, Anaheim Ducks, Vegas Golden Knights und Detroit Red Wings aktiv. Mit den Blues gewann er dabei in den Playoffs 2019 den Stanley Cup.

## Karriere

### Jugend
David Perron gelang mit 16 Jahren noch nicht der Sprung in eine Liga der kanadischen Junioren-Altersstufe und er musste weiter in der darunter liegenden Midget-Altersklasse der 15- bis 17-Jährigen spielen. 2005, nachdem er erneut im Entry Draft der LHJMQ, der höchsten Juniorenliga Québecs, nicht ausgewählt wurde, verpflichteten ihn schließlich die Panthères de Saint-Jérôme aus der zweitklassigen LHJAQ.
Perron konnte dort erstmals auf sich aufmerksam machen und erzielte in der Saison 2005/06 69 Punkte in 51 Spielen. Im Sommer 2006 war er bereits zum dritten Mal zum Entry Draft der LHJMQ zugelassen und diesmal verpflichteten ihn die Lewiston MAINEiacs an Position 101. Er wurde in der folgenden Spielzeit schnell einer der wichtigsten Spieler seiner Mannschaft und mit 39 Toren und 44 Assists war er bester Scorer der MAINEiacs. In den Playoffs hatte er zudem mit zwölf Toren und 16 Vorlagen in 17 Spielen großen Anteil am Gewinn des Coupe du Président. In der folgenden Finalrunde um den Memorial Cup, die kanadische Juniorenmeisterschaft, schied er mit Lewiston jedoch bereits als erstes aus.

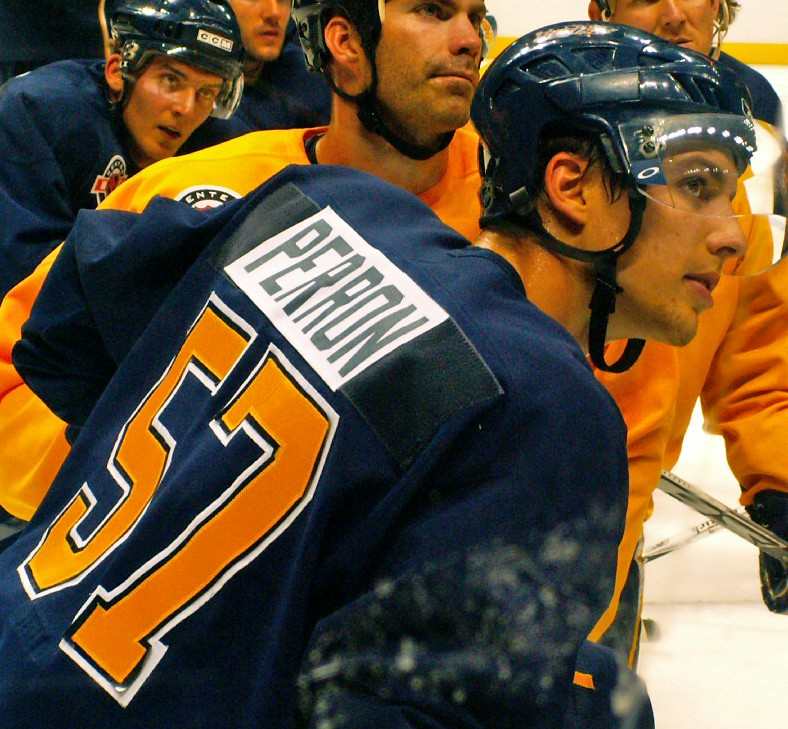
Perron im Trainingsdress der St. Louis Blues

Nachdem Perron schon im Vorjahr von einem Team der NHL hätte gedraftet werden können, wählten ihn im NHL Entry Draft 2007 schließlich die St. Louis Blues in der ersten Runde an Position 26 aus.
Im August 2007 wurde er in die kanadische U20-Auswahl berufen, die in der acht Spiele dauernden Super Series gegen eine russische Mannschaft der gleichen Altersklasse antrat. Kanada gewann die Serie deutlich mit 7:0 bei einem Unentschieden und Perron konnte mit zwei Toren und fünf Vorlagen Werbung in eigener Sache betreiben.

### NHL
Nach der Super Series unterschrieb er seinen ersten NHL-Vertrag und nahm im September am Trainingscamp der St. Louis Blues teil, wo er sich für einen Platz im NHL-Kader für die Saison 2007/08 empfehlen konnte. Bereits in seiner ersten Saison im Team der Blues konnte er sich durchsetzen und kam zu 62 Einsätzen. In den folgenden beiden Spielzeiten entwickelte sich Perron zu einem wichtigen Schlüsselspieler in der Offensive der Blues. In seinem zehnten Spiel der Saison 2010/11 erlitt er einen Check von hinten durch Joe Thornton, wobei er sich eine Gehirnerschütterung zuzog. Aufgrund von Schwindelanfällen und Kopfschmerzen konnte er längere Zeit nicht aufs Eis zurückkehren und gab nach 97 verpassten Spielen im Dezember 2011 sein Comeback.
Am 10. Juli 2013 wurde er im Austausch für Magnus Pääjärvi-Svensson und einem Zweitrunden-Wahlrecht im NHL Entry Draft 2014 zu den Edmonton Oilers transferiert. In seiner ersten Saison bei den Oilers wusste Perron mit 57 Scorerpunkten in der zweiten Angriffsreihe zu überzeugen. Seine Leistungen ließen zu Beginn der Saison 2014/15 nach, sodass man ihn im Januar 2015 im Austausch für Rob Klinkhammer und ein Erstrunden-Wahlrecht im NHL Entry Draft 2015 an die Pittsburgh Penguins abgab. Nach einem Jahr in Pittsburgh  wurde er im Januar 2016 gemeinsam mit Adam Clendening im Austausch für Carl Hagelin zu den Anaheim Ducks transferiert. In Anaheim beendete er die Saison 2015/16, erhielt darüber hinaus jedoch keinen neuen Vertrag. In der Folge kehrte er im Juli 2016 als Free Agent zu den St. Louis Blues zurück, bei denen er einen Zweijahresvertrag unterzeichnete.
Im Juni 2017 wurde er im NHL Expansion Draft 2017 von den Vegas Golden Knights ausgewählt. Mit dem Team erreichte er in den Playoffs 2018 überraschend das Finale um den Stanley Cup, unterlag dort allerdings den Washington Capitals. Zudem gehörte er in der Debütsaison zu den zahlreichen Spielern der Golden Knights, die ihre persönliche Statistik deutlich steigern konnten, so verzeichnete er 66 Punkte und wurde damit zum drittbesten Scorer sowie zum besten Vorlagengeber (50) der Mannschaft. Dennoch wurde sein auslaufender Vertrag von den Golden Knights nicht verlängert, sodass er sich als Free Agent abermals den St. Louis Blues anschloss und dort einen Vierjahresvertrag unterzeichnete, der ihm ein durchschnittliches Jahresgehalt von vier Millionen US-Dollar einbringen soll. Mit den Blues gewann er anschließend in den Playoffs 2019 den Stanley Cup.
Nachdem er insgesamt vier weitere Jahre in St. Louis verbracht hatte, wechselte er im Juli 2022 als Free Agent zu den Detroit Red Wings, die ihn mit einem Zweijahresvertrag ausstatteten. Dieser soll ihm ein durchschnittliches Jahresgehalt von 4,75 Millionen US-Dollar einbringen. Im Trikot der Red Wings bestritt der Kanadier im Dezember 2022 sein insgesamt 1000. Spiel in der NHL. Nach zwei Jahren in Detroit wechselte er im Juli 2024, ebenfalls als Free Agent, zu den Ottawa Senators.

## Erfolge und Auszeichnungen
| - 2007 Teilnahme am CHL Top Prospects Game - 2007 Coupe-du-Président-Gewinn mit den Lewiston MAINEiacs - 2008 Teilnahme am NHL YoungStars Game | - 2009 Teilnahme am NHL YoungStars Game - 2019 Stanley-Cup-Gewinn mit den St. Louis Blues - 2020 Teilnahme am NHL All-Star Game |

## Karrierestatistik
Stand: Ende der Saison 2024/25

### International
Vertrat Kanada bei:
- Super Series 2007

(Legende zur Spielerstatistik: Sp oder GP = absolvierte Spiele; T oder G = erzielte Tore; V oder A = erzielte Assists; Pkt oder Pts = erzielte Scorerpunkte; SM oder PIM = erhaltene Strafminuten; +/− = Plus/Minus-Bilanz; PP = erzielte Überzahltore; SH = erzielte Unterzahltore; GW = erzielte Siegtore; 1 Play-downs/Relegation; Kursiv: Statistik nicht vollständig)